# Karl Kautsky
Karl Johann Kautsky (Praga, 18 de outubro de 1854 — Amesterdã, 17 de outubro de 1938) foi um filósofo tcheco-austríaco, jornalista e teórico marxista e um dos fundadores da ideologia social-democrata. Foi uma das mais importantes figuras da história do marxismo, tendo editado o quarto volume do Das Kapital, de Karl Marx, as Teorias de Mais-Valia, que continha a avaliação crítica de Marx às teorias econômicas dos seus predecessores.
Kautsky estudou história e filosofia na Universidade de Viena em 1874, e se tornou membro do Partido Social Democrático da Áustria (SPÖ) em 1875. De 1885 a 1890, ele viveu em Londres, onde ele se tornou amigo de Friedrich Engels. Em 1891, foi coautor o Programa de Erfurt do Partido Social Democrata da Alemanha (SPD) com August Bebel e Eduard Bernstein.
Após a morte de Friedrich Engels em 1895, Kautsky se tornou um dos mais importantes e influentes teóricos do socialismo. Mais tarde, no entanto, foi empurrado para uma posição de Centro no interior da Social-Democracia alemã, quando Rosa Luxemburgo e a esquerda do partido se separaram em 1916 devido ao apoio do partido à participação da Alemanha na Primeira Guerra Mundial (veja Liga Espartakista). No entanto, diferentemente da Direita do seu partido, não sustentou esta posição patriótica até o fim da guerra. Em 1917 Kautsky mudou de opinião, deixando o SPD brevemente até 1922, quando se filiou ao Partido Social-Democrata Independente da Alemanha (USPD).
Em 1882, Kautsky fundou a revista Neue Zeit ("Tempo Novo"), da qual ele foi o editor até 1917.
Pelo seu apoio à entrada na Alemanha imperial na Primeira Guerra Mundial, e pelas suas posições crescentemente reformistas e anti-revolucionárias, Kautsky acabou por ser descrito como um "renegado" por Vladimir Lênin no seu panfleto clássico "A Revolução Proletária e o Renegado Kautsky" - que no entanto, considerou-se, até o fim da vida, como seu discípulo. Após a guerra, Kautsky escreveu várias críticas ao Bolchevismo na União Soviética, principalmente em seu trabalho de 1934 Marxismo e o Bolchevismo: Democracia e Ditadura:
| “ | Os bolcheviques, sob a liderança de Lênin, no entanto, conseguiu capturar o controle das forças armadas em Petrogrado e mais tarde em Moscou e, assim, criaram as bases para uma nova ditadura no lugar da antiga ditadura czarista e passou a ser chamada de ditadura do proletariado. | ” |

Kautsky viveu em Berlim-Friedenau por muitos anos, onde uma placa comemorativa ainda existe em sua homenagem em Saarstraße 14.

## Obras

### A origem do cristianismo, 1908
Em A origem do Cristianismo, Karl Kautsky (1854-1938), considerado um dos mais fiéis intérpretes da doutrina de Marx e Engels, faz um estudo das origens da religião levando em conta as condições econômicas e sociais tanto do Império Romano quanto da Palestina. Neste livro o autor ainda apresenta fatos que revelam a faceta revolucionária de Jesus Cristo.
O povo de Israel, seus costumes, tendências de suas diversas seitas - os fariseus, saduceus, essênios e zelotes – são analisados para explicar os verdadeiros fatores e as circunstâncias que determinaram diversos acontecimentos históricos. “Seu mérito acadêmico transcende quaisquer concepções políticas e ideológicas. A origem do cristianismo constitui enorme contributo, deveras importante, inclusive do ângulo teológico, para a compreensão de Jesus, em sua concreticidade histórica, e do cristianismo, como um fenômeno social e político, que transcendeu sua época (...)”, avalia o professor Luiz Alberto Moniz Bandeira, responsável pela tradução, introdução, apêndice e notas do livro.
A profunda análise que Kautsky faz dos Evangelhos é muito significativa e esclarecedora. Ele aponta as suas contradições e busca revelar Jesus como homem, o chamado Jesus histórico. O autor destaca a possibilidade de Cristo ter sido influenciado pelos essênios, que viviam na região do Mar Morto. Muitos outros historiadores reconhecem que essa seita judaica preparou, imediata e diretamente, o caminho para o cristianismo e contribuiu para modelar a alma e o corpo da Igreja.
O lado revolucionário de Jesus também é analisado por Kautsky. Ele, assim como outros historiadores, levanta a possibilidade do governador da Judeia, Pôncio Pilatos, ter acreditado que Jesus fosse um Zelote - revolucionário que lutava contra a opressão do Império Romano e que muitas vezes cometia atos terroristas suicidas. Desta forma, a crucificação, castigo reservado aos rebeldes e outros inimigos da sociedade, foi a punição estipulada para o líder de uma insurgência frustrada.
Alguns termos caros à doutrina marxista são utilizados pelo autor, admirado pelos marxistas ortodoxos e por outros nomes da história pouco fiéis ao Marxismo puro. Apesar de discordar de Karl Kautsky, que se opunha à ”ditadura do proletariado” em curso na URSS, Lênin reconheceu que ele foi um verdadeiro “historiador marxista” e afirmou que os seus trabalhos em história eram um “patrimônio perdurável do proletariado”, entre eles A origem do cristianismo, cuja primeira edição foi publicada em 1908, na Alemanha. Kautsky é considerado o mais conceituado intérprete da doutrina de Marx e Engels.
No livro, o autor emprega o termo "proletários" (proletarii), em seu sentido etimológico, para designar parte da população do Império Romano de baixo poder aquisitivo e livre de imposto. Eles eram considerados úteis apenas pela prole que geravam. O termo comunismo também aparece para retratar o coletivismo em que viviam certas comunidades judaicas, sobretudo os essênios e os zelotes.
Essa profunda análise do Jesus histórico empreendida pelo autor é a base para o entendimento dos primórdios do Cristianismo, que segundo Kautsky ganhou força após a grande guerra ocorrida entre os judeus de Jerusalém e o Império. Este acontecimento determinou a expansão do Cristianismo, quando deixou de ser um partido político dentro do Judaísmo e  tornou-se um partido dos não-judeus e, inclusive, hostil a eles.
O livro só foi traduzido para o português em 2010 e publicado pela editora Civilização Brasileira, ligada ao Grupo Editorial Record.